# 観音劇場
観音劇場（かんのんげきじょう、1917年 開業 - 1930年 閉鎖）は、かつて東京・浅草にあった劇場、映画館である。

## 略歴・概要
1917年（大正6年）、東京市浅草区公園六区一号地、大勝館の裏手の映画館「キリン館」跡地（現在の東京都台東区浅草2丁目11番1号）で開業した。
同劇場は、曽我廼家五九郎が根岸興行部から経営を任されており、同年1月22日、劇団「歌舞劇協会」が浅草六区の「常磐座」でオペラ『女軍出征』を上演、大ヒットすると、同劇場でも、原信子がが結成した劇団「原信子歌劇団」が、同年3月アイヒベルク作のオペレッタ『アルカンタラの医者』、6月にはリヒャルト・シュトラウス作の『サロメ』を公演した。田谷力三、堀田金星は同劇団に参加した。
1927年（昭和2年）からは日活作品を上映し始めている。1928年（昭和3年）3月14日には、マキノ省三（牧野省三）監督のサイレント映画『忠魂義烈 実録忠臣蔵』をマキノ正博監督の『間者』と併映で、フラッグシップ館として本劇場で公開している。1929年（昭和4年）からは松竹キネマ（現在の松竹）の配給作品を上映している。
1930年（昭和5年）8月、榎本健一（エノケン）が二村定一、武智豊子とともに「第2次カジノ・フォーリー」を脱退、「新カジノ・フォーリー」を同劇場で旗揚げした。同年10月の新カジノ解散とともに閉館した。当館閉館後の1937年に国際通りを挟んだ斜向の位置に浅草国際劇場が開館した。
跡地は飲食店になったが、第二次世界大戦中の1944年（昭和19年）2月に強制疎開で取り壊される。戦後、1947年（昭和22年）に始まるストリップ劇場開業ラッシュのころに、「百万弗劇場」（1948年6月 - 1952年10月）となった。現在はいくつかのビルに分割されている。

## 関連事項
- キリン館
- 浅草オペラ
- カジノ・フォーリー